# The High Kings
The High Kings est un groupe irlandais de musique vocale (ballades), formé à Dublin en 2008.
Ce groupe est formé de quatre membres : Finbarr Clancy, Martin Furey, Brian Dunphy et Darren Holden.

## Discographie
- 2008 : The High Kings
- 2010 : Memory Lane
- 2011 : Live In Ireland
- 2013 : Friends For Life
- 2016 : Grace & Glory